# Война в Дофаре
Война в Дофаре (араб. الحرب في ظفار ‎), или Дофарское восстание (араб. ثورة ظفار‎) и Гражданская война в Омане (араб. الحرب الأهلية العمانية‎) — восстание в провинции Дофар против Султаната Оман с 1962 по 1976 годы, закончившееся поражением мятежников. Необходимость борьбы с повстанцами заставила власти Султаната коренным образом реформировать и модернизировать страну.
«Фронт освобождения Дофара» вёл вооружённую борьбу за создание независимого государства. Фронт пользовался негласной поддержкой СССР, о чём свидетельствует ряд сочувственных статей в советской печати того времени.

## Предыстория конфликта
В 1962 году Оман был одной из самых слаборазвитых стран Ближнего Востока. Султан Саид бин Таймур, абсолютный монарх Омана, объявил вне закона почти все прогрессивные достижения XX века и полагался на британскую поддержку в поддержании элементарных функций государства. Провинция Дофар в это время находилась в зависимости от Омана и подвергалась жестокой экономической эксплуатации. Кроме того, население Дофара, которое говорило на разных современных южно-аравийских языках, подвергалось даже более строгим ограничениям, чем население остального Омана.
Дофар представляет собой узкую плодородную прибрежную равнину, на которой стоят Салала, столица провинции, и города Мугсайл, Таках и Мирбат. За прибрежной полосой начинаются горы Джебель Дофар. С июня по сентябрь каждого года этот горный массив получает влагу муссонов и окутан облаками. Жители горных сёл и посёлков известны как джибали.

## Ход конфликта

### Начало восстания
В 1962 году недовольный племенной лидер Муссалим бен Нафль сформировал Фронт освобождения Дофара (ФОД) и начал получать оружие и транспортные средства из Саудовской Аравии. Саудовская Аравия и Оман ранее конфликтовали из-за принадлежности оазиса Эль-Бурайми, и в 1957—1959 годах саудиты уже поддержали два неудачных восстания в горах Эль-Ахдар в Омане. ФОД также получил поддержку от Галиба ибн Али, изгнанного имама Омана, который и спровоцировал два этих восстания.
Бен Нафль и его люди пересекли пустыню Руб-эль-Хали, чтобы достичь Дофара. Уже в декабре 1962 года партизанская группа бен Нафля провела диверсионные операции на британской военно-воздушной базе в Салала. Но затем бойцы ФОД были отправлены саудитами в Ирак для получения дополнительной партизанской подготовки.
В 1964 году в Омане была открыта нефть. Это внесло дополнительные обострения в конфликт.
С 1964 года ФОД начал проводить рейды против буровых установок нефтяных компаний и государственных служащих. Многие бойцы ФОД были обучены бывшими солдатами Вооружённых сил Омана (ВСО) или армии ОАЭ.
9 июня 1965 года был проведен учредительный съезд ФОД, который провозгласил вооруженную борьбу «единственным эффективным средством», способным привести к победе над маскатским султаном и английскими колонизаторами. В принятой на съезде политической декларации говорилось, что Фронт будет бороться за свободу, социальную справедливость, единство и достоинство арабской нации. В этом же документе говорилось об «арабском» характере борьбы оманского народа и выражалась уверенность в том, что арабские страны окажут ей материальную и моральную поддержку.
День съезда, ознаменовавшийся нападением на султанский патруль, стал началом вооруженной борьбы. Вскоре после завершения съезда «ФОД» приступил к формированию боевых отрядов и созданию баз вооруженного сопротивления в горах Дофара.
Султан опирался на «Дофарское ополчение», набираемое из местных жителей на нерегулярной основе для поддержания порядка в регионе. Однако 26 апреля 1966 года ополченцы предприняли попытку покушения на султана Саида III бен Таймура. Это событие, по-видимому, изменило характер конфликта. Султан удалился в свой дворец в Салала и никогда более не появлялся на публике. При этом он начал полномасштабную военную операцию против ФОД вопреки советам своих британских советников. Лагеря повстанцев в Дофаре были сожжены, а хранилища боеприпасов забетонированы или взорваны.

### Боевые действия
Война в Дофаре является локальной войной, вызванной волнениями в арабском мире. Война в Дофаре началась в 1962 году с партизанских действий и длилась почти 11 лет. Военные годы можно разделить на 2 этапа.

### 1-й этап (1965 — 1-я половина 1970)
С первых дней восстания в него были вовлечены насериты и другие левые движения соседнего Йемена. В 1967 году произошли два события, придавшие восстанию революционный окрас. Первое из них — Шестидневная война, которая радикализировала арабский мир. Второе — уход англичан из Адена и создание Народной Демократической Республики Йемен. С этого времени повстанцы стали получать оружие из Йемена и обучаться в учебных центрах на границе с Дофаром. Тренировочные лагеря, логистические базы и другие объекты были созданы в прибрежном городе Хауф всего в нескольких километрах от границы с Оманом.
В мае 1968 года нападение батальона ВСО на позиции повстанцев в Дифе (в горах Джебель-Камар) было отбито хорошо вооруженными и подготовленными боевиками.
На Втором съезде повстанческого движения в сентябре 1968 года большинство официальных постов в движении перешло в руки радикалов, движение было переименовано в Народный фронт освобождения Арабского залива (al-Jabha al-Sha’abiya li-Tahrir al-Khalij al-'Arabi al-Muhtall, НФООАЗ). Принятие марксистской идеологии позволило НФООАЗ рассчитывать на поддержку НДРЙ и КНР. Китайцы стали активно помогать повстанцам, стремясь создать противовес увеличению влияния СССР в странах бассейна Индийского океана. Они быстро открыли посольство в Адене, и йеменский режим позволил использовать свою территорию для поставок оружия НФООАЗ.
В состав НФООАЗ наряду с «Фронтом освобождения Дофара» вошли «Фронт национального освобождения Бахрейна», «Народный фронт освобождения Бахрейна» и другие, более мелкие группы. Решения съезда предусматривали проведение твердого курса на «организованное революционное насилие, призванное сокрушить империализм, реакцию, буржуазию и феодализм». Съезд обязывал членов НФООАЗ бороться за сплочение своих рядов, объединение всех прогрессивных сил региона как решающую предпосылку развертывания массового национально-патриотического движения.
Избранное на съезде руководство «НФООАЗ» развернуло широкую работу по активизации боевых действий, постепенному переходу от одиночных операций местного значения к решительному наступлению на позиции противника. Действовавшая в Дофаре народно-освободительная армия сформировалась в основном из небольших партизанских групп, контролировавших дороги и удерживавших за собой главные высоты. К середине 1970 года повстанцы установили контроль над большей частью Дофара.
Преобразование ФОД в сочетании с поставками китайского и советского оружия сделали вооруженное крыло НФОПЗ эффективной боевой силой. Но это же обстоятельство привело и к расколу внутри повстанцев, которые разделились на сторонников самоуправления Дофара во главе с бен Нафлем и доктринерских революционеров во главе с Мухаммедом Ахмедом аль-Гассани.
Тем не менее, к 1969 году бойцы ФОД и НФОПЗ (известные как «аду») наводнили большую часть горного массива Джебель-Дофар и перекрыли единственную дорогу через эти горы от Салалы на север. Они были хорошо вооружены, в частности, советскими автоматами АК-47, использовали крупнокалиберные пулеметы ДШК и минометы БМ-14.
К 1970 году повстанцы контролировали весь Джебель-Дофар и местные племена. Пять старейших местных шейхов были сброшены со скалы, другие шейхи были расстреляны вместе со своими сыновьями, их малолетние дети отправлены в лагеря повстанцев в Йемен.
ВСО на тот момент насчитывали в Дофаре всего около 1000 солдат, которые были вооружены в основном устаревшим оружием времен Второй мировой войны. Лишь в конце 1969 года армия получила новые винтовки FN FAL и обмундирование. Однако регулярные войска были плохо приспособлены к войне в горах, где повстанцы ориентировались великолепно. В итоге армия главным образом сосредоточилась вокруг Салалы. Чтобы защитить аэродром Салалы от диверсантов и ракетных обстрелов, были развернуты небольшие отряды британских ВВС и артиллерии.
Повстанцы на севере Омана сформировали «Национальный Демократический фронт освобождения Омана и Персидского залива» (НДФООПЗ). В июне 1970 года они напали на две колонны ВСО, шедшие из Низвы в Изки. Атаки были отбиты, но они убедили многих (в том числе английских советников и покровителей султана), что Оману требуется новое, более эффективное руководство.

### 2-й этап (2-я половина 1970 — 1976)
23 июля 1970 года в Султанате Оман произошёл бескровный дворцовый переворот — султан Саид бин Таймур отрёкся от трона в пользу сына  На престол взошёл Кабус бен Саид. Он также занял должности премьер-министра, министра иностранных дел и министра обороны.
Легенда гласит, что один из заговорщиков, два телохранителя султана и султан были легко ранены, причем самим султаном. Султан Саид отправился в изгнание в Лондон. Кабус бен Саид сразу же инициировал серьезные социальные, образовательные и военные реформы. Кабус был хорошо образован, учился в британской Королевской военной академии Сандхёрст, после чего служил в Шотландском полку британской армии. Его план реформ состоял из пяти пунктов: всеобщая амнистия для всех подданных, которые выступали против его отца; ликвидация архаичного статуса Дофар как частного лена султана и его официальное включение в состав Омана; эффективное военное противостояние повстанцам, которые не приняли предложение об амнистии; энергичная общенациональная программа развития; дипломатические инициативы с целью повышения авторитета Омана в арабском мире.
Через несколько часов после переворота в Оман прибыли британские инженерные войска. Британское правительство, вместо открытого участия в боевых действиях, одобрило развертывание 20 сотрудников британской инженерной службы, которые помогли бы в строительстве школ, медицинских центров, а также бурении водоносных скважин для населения Дофара. Медицинская бригада ВВС также должна была работать в больницах Салалы, чтобы открыть гуманитарный фронт в конфликте. Британское правительство также предусмотрело финансовую поддержку развития Дофара, ожидая взамен привилегий в добыче нефти на территории провинции.
Одним из первых важных шагов нового султана стало объявление 9 августа 1970 года об изменении прежнего названия страны на новое — Султанат Оман. Тем самым султан Кабус чётко заявил о своём намерении покончить с исторически сложившимся делением страны на приморскую и внутренние части.
Султан сразу же взял курс на укрепление своих позиций. Прежде всего была начата чистка административных органов от коррумпированных элементов, с тем чтобы создать администрацию, которая была бы способна обеспечить в стране политическую стабильность. Наряду с этим проводились социальные мероприятия, призванные ослабить глубокое недовольство широких народных масс. Многие высокопоставленные чиновники были уволены, и 8 августа 1970 года султан Кабус сформировал новый кабинет министров во главе со своим дядей Тариком бин Таймуром. В период отсутствия главы государства руководство правительством возлагалось на так называемый Временный совет из числа лиц, наиболее приближённых к султану. Показательно, что в этот руководящий орган вошли английские чиновники, занявшие ключевые посты в султанской администрации, в частности, председателем Совета был назначен английский офицер Хью Олдмен, занимавший пост министра обороны. Одновременно начали расширяться внешнеполитические связи с США, Саудовской Аравией и Ираном.
В начале 1971 года, стремясь выйти из состояния внешнеполитической изоляции, Кабус бен Саид нанёс визиты руководителям ряда консервативных арабских режимов, добиваясь от них политической поддержки и удовлетворения просьбы о принятии султаната в ЛАГ. В декабре 1971 года он посетил Эр-Рияд, после чего саудовцы полностью стали на его сторону, прервав прежние отношения с Галибом бин Али и другими сторонниками имамата.
Султан декларировал в своих официальных заявлениях приверженность идеям панарабизма и панисламизма, заявляя о солидарности с борьбой арабских народов против израильской агрессии, за предоставление арабскому народу Палестины его законных национальных прав. 29 сентября 1971 года при содействии ряда арабских режимов Султанат Оман был принят в члены ЛАГ, а 7 октября стал членом ООН.
Особенно успешно в этот период складывались отношения султана Кабуса с шахом Ирана, который изъявил готовность взять на себя функции по «поддержанию порядка» в Персидском заливе. В октябре 1971 года султан Кабус посетил Иран, где достиг принципиальной договорённости с шахом о координации усилий обеих стран по обеспечению «стабильности» в Персидском заливе. На деле это означало, что, добившись укрепления позиций страны на международной арене, султан обрёл надёжного союзника в деле подавления движения в Дофаре, которое угрожало внутриполитической устойчивости Омана.
Шах Ирана в январе 1972 года направил в Оман на подавление мятежа армейский десант и спецпредставителей внешней разведки САВАК. 23 декабря 1973 года десятитысячная армия султана при поддержке 3000 иранских парашютистов нанесла ряд внушительных поражении повстанцам «ФОД». В начале января 1974 года им удалось захватить важный стратегический пункт — порт Рахьют.
Планируя проведение новых наступательных операций, Кабус бен Саид стал реорганизовывать свою армию и наращивать её численность. В первые пять лет правления нового султана военные расходы Омана в среднем достигали 47 % бюджетных ассигнований. За это же время численность регулярных султанских войск, которые на 70% состояли из белуджей, возросла в 3 раза, составив в 1975 году около 12 тыс. человек.
Структура управления Дофаром была реорганизована: был учрежден пост военного коменданта (им стал командир бригады, британец Джек Флетчер) наравне с вали — гражданским губернатором.

Надпись на британском плакате: «Рука Бога уничтожает коммунизм»

Были предприняты значительные усилия по борьбе с повстанческой пропагандой. В частности, прозвучали призывы поддержать идеалы ислама и традиционных племенных ценностей в противовес материалистическим учениям повстанцев. Для расширения правительственной пропаганды были закуплены дешевые японские ретрансляторы.
Важным шагом в разгроме повстанцев стало обещание султаном амнистии сдавшимся боевикам и помощи населению в защите от повстанцев. Сдавшимся повстанцам полагалась денежная выплата, если они приносили с собой оружие. Из них были сформированы нерегулярные отряды («firqat»), обученные британской армией. В конечном счеты было сформировано 18 отрядов «firqat» численностью от 50 до 150 бойцов в каждом. Между тем, регулярные части ВСО были расширены и переоборудованы. К каждому подразделению были прикреплены британские инструкторы.
Первым серьезным шагом в восстановлении власти султана в горах Джебель-Дофар стала операция «Ягуар» в октябре 1971 года, когда пять отрядов «firqat» и два эскадрона ВСО после тяжелых боев заняли плацдарм на востоке хребта Джебель-Самхану, который постепенно начали расширять. Далее армия султана оборудовала укрепления, шедшие к северу от побережья и до гор Джебель, чтобы пресечь передвижение повстанцев и караванов, перевозивших материалы из НДР Йемен. «Линия Леопарда» была создана ещё в 1969 году, но большую часть года бездействовала. Более эффективной оказалась «Грабовая линия», созданная в 1971 году от Мугсайла на побережье. Линии состоял из укрепленных позиций и форпостов, соединенных колючей проволокой. Форпосты были оснащены минометами, чтобы обеспечить прикрытие отрядов патрулирования и преследовать повстанцев. Кроме того, пути перемещения повстанческих грузов были заминированы. ВВС Омана были усилены, султан приобрел несколько британских бомбардировщиков, вертолетов и транспортных самолетов.
17 апреля 1972 года батальон ВСО высадился в Сарфаите, недалеко от границы с Йеменом, и захватил позиции под кодовым названием «Simba». Захват этих позиций перекрывал линии снабжения повстанцев вдоль прибрежной равнины. Удержание этих позиций требовало регулярных вылетов транспортной авиации и заставило ВСО отказаться от некоторых позиций в восточной части гор Джебель, тем не менее форпост в Сарфаите сохраняется в течение четырёх лет.

#### Поражение повстанцев

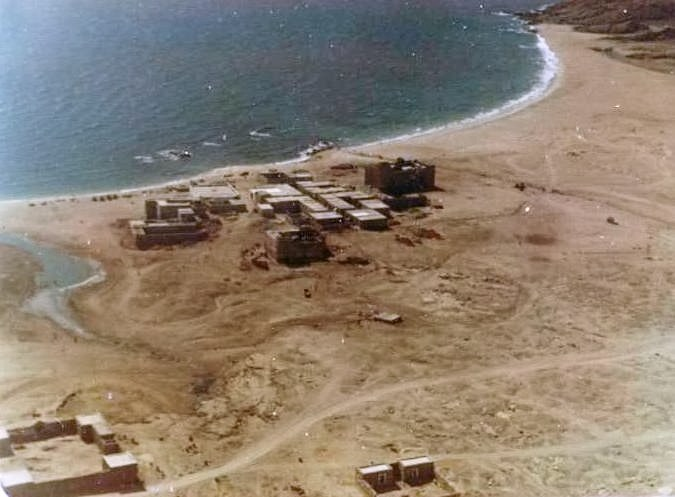
Британская база в Мирбате

В результате различных мер, предпринятых правительством Омана, повстанцы оказались лишены поддержки и поставок из Йемена. Чтобы вернуть себе инициативу, они развернули крупное наступление на приморский город Мирбат. 19 июля 1972 года в битве при Мирбате 250 «аду» напали на гарнизон военной базы из 100 бойцов «firqat» и вооруженной полиции. Несмотря на низкую облачность, оманская авиация вовремя прибыла с подкреплением, и повстанцы были отбиты с большими потерями. В 1973 году ВСО захватили основную базу повстанцев в пещерах Шершитти на границе с Йеменом.
В январе 1974 года после нескольких расколов и дезертирства повстанческое движение было переименовано в Народный фронт освобождения Омана (НФОО). Отказ от амбиций по «освобождению Персидского залива» совпал с сокращением поддержки со стороны Советского Союза и Китая. Повстанцы перешли к отступлению в горах Джебель-Кара и Джебель-Самхану и в итоге были загнаны в западную часть хребта Джебель-Камар.
В результате дипломатических инициатив султана Кабуса шах Ирана послал в Оман бригаду численностью в 1200 солдат с собственными вертолетами под командованием генерала Хосроудада. В 1973 году иранская бригада обеспечила контроль над дорогой Салала-Тумраит. В 1974 году иранский контингент был увеличен за счет прибытия инженерных войск, насчитывавших 4000 человек.
В июле 1975 года ВСО начали второе, «окончательное» наступление на позиции повстанцев. Атака с позиций «Simba» позволила армии добраться до берега в Далгуте и, таким образом, полностью отрезать «аду» от их баз в Йемене. Другие подразделения ВСО захватили Дифу и другие защищенные позиции повстанцев в Джебель-Камар. Авиация султана и Иордании атаковали артиллерийские позиции повстанцев на территории Йемена. В течение следующих нескольких месяцев оставшиеся боевики либо сдались, либо бежали в Йемен.
В декабре 1975 года султан объявил о подавлении партизанского движения в Дофаре, а в 1976 году с помощью Саудовской Аравии было подписано соглашение о прекращении огня, а затем — объявлена амнистия тем повстанцам, которые покинули ряды Фронта освобождения. В январе 1977 года Иран начал вывод своих войск из Омана, а в 1979 году, отмеченном свержением иранского шаха, в Дофаре вновь вспыхнули волнения и некоторые из отрядов Фронта взялись за оружие. Такая нестабильная обстановка в Дофаре длилась ещё два года, что вынудило султана Кабуса в январе 1981 года закрыть границу с НДРЙ, которая, по некоторым сведениям, оказывала помощь повстанцам. Лишь в октябре 1982 года при посредничестве Кувейта и ОАЭ Оман и НДРЙ восстановили дипломатические отношения, что сразу же сказалось на деятельности Фронта, который, лишившись поддержки извне, практически прекратил свою активность.

## Итоги войны
В результате войны Дофар получил свой нынешний статус. Война стала завершающим этапом в политике бен Саида. После неё Оман стал единым государством.
Фронт освобождения Дофара остался независимой организацией в Омане (базируется в Лондоне). Он проводит прежнюю политику, но открыто не выступает.